# Papua (terytorium)
Papua – południowa część Papui-Nowej Gwinei (południowo-wschodnia część wyspy Nowa Gwinea), stanowiąca w latach 1884–1906 terytorium brytyjskie, a w latach 1906–1949 – australijskie. Zajmowało ono obszar o powierzchni 234 500 km². Stolicą tego terytorium był Port Moresby.
Wschodnią część wyspy Brytyjczycy eksplorowali już od drugiej połowy XIX wieku. W 1870 roku badał ją John Moresby. W latach 80. tego wieku pojawili się brytyjscy plantatorzy. 6 listopada 1884 roku Wielka Brytania ustanowiła protektorat nad tą częścią wyspy oraz nad przylegającymi wysepkami. 4 września 1888 roku Papua została anektowana przez Wielką Brytanię jako Nowa Gwinea Brytyjska. 
W 1902 roku Papua została przekazana władzom nowego brytyjskiego dominium – Australii. W 1905 roku uchwalono Papua Act, który ostatecznie zatwierdzał przekazanie terytorium oraz zmianę jego nazwy na Terytorium Papui. Pełne przekazanie administracji władzom Australii nastąpiło w 1906 roku. Od I wojny światowej Australijczycy zarządzali także położoną bardziej na północ Nową Gwineą Australijską, wcześniej terytorium niemieckim. Oba te terytoria pozostawały pod wspólnym zarządem australijskim od 1949 roku na mocy Papua and New Guinea Act. Używano wówczas nazwy Terytorium Papui i Nowej Gwinei. W 1975 roku terytorium uzyskało niepodległość jako Papua-Nowa Gwinea.